# Емил Першка
Емил Першка (Стара Пазова, 20. јун 1896 — Загреб, 8. мај 1945) је бивши југословенски фудбалски репрезентативац. Био је први који је одиграо 10 утакмица за национални тим у првој деценији његовог постојања и, несумњиво, спадао међу најбоље југословенске играче тог времена. Међутим, његова играчка и животна биографија из разних разлога вероватно никад неће бити употпуњена. Зна се да је пореклом био Словак, касније новинар и историчар спорта, али су многи битни подаци остали непотврђени, иако је у питању једна од првих фудбалских звезда и професионалаца на просторима бивше Југославије.
После Првог светског рата, како се прича, није смео да се врати у Југославију, јер је током рата био - војни дезертер. Због тога је приступницу за 1. ХШК Грађански потписао 1919. године - у Бечу. Папире је донео тадашњи члан управе „Пургера“ Габи Фелдбауер, а захваљујући великом ангажовању тада утицајних „модрих“ - био је помилован и вратио се у Загреб. Играо је на првој утакмици тадашње Краљевине Срба, Хрвата и Словенаца, на олимпијском турниру 1920. у Антверпену, после кога је, уз помоћ и знање језика Јована - Јове Ружића (колеге из репрезентације) из београдске СК Југославије, отишао за Француску и уз месечну плату од тада великих 3.000 франака играо у дресу париског ФК Жнеро. У Загреб га је вратио утицајни бечки менаџер Давид Вајс.
У највећем делу каријере, током које је испољавао врло високу играчку класу, носио је дрес Грађанског из Загреба, са којим је освајао три национална првенства (1923. 1926. 1928). За репрезентацију Југославије одиграо је 14 утакмица (1920 — 1927) и постигао два гола. Дебитовао је 28. августа 1920. против Чехословачке (0:7) на олимпијском турниру у Антверпену, а последњи пут је обукао национални дрес 31. јула 1927. опет против Чехословачке (1:1) у Београду, када је постигао и једини гол. Према неким информацијама, током Другог светског рата био је полицијски службеник и, кажу, ватрени присталица усташког покрета, што га је после ослобођења земље 1945. године коштало главе.
Током 2019. године једна улица у Београду је носила назив по њему.

## Трофеји

### ХШК Грађански
- Првенство (3): 1923, 1926. и 1928.